# Альтмана тема
Те́ма Альтмана — тема в шаховій композиції, яка є різновидом римської теми. Суть теми — в задачі проходить римська тема з вибором поля для відволікання тематичної чорної фігури.

## Історія
Цю ідею запропонував у 1911 році шаховий композитор Е. Альтман.
В білих є головний план, але він не проходить,  оскільки чорна тематична фігура «a» його спростовує. Білі роблять спробу відволікти цю чорну фігуру на інше поле, але після цього при спробі проведення головного плану ця тематична чорна фігура «a» іншим ходом знову спростовує головний план. І нарешті білі проводять попередню гру — білі знаходять вдалий хід, який відволікає ще на інше поле тематичну чорну фігуру. Ця фігура «a» тепер при проведенні головного плану білих не може спростувати гру, а лише захищаючись від головного плану створює варіант гри і тепер білі без перешкод досягають мети. Ця ідея є одним з напрямків (розгалуженням) розробки римської теми, над якою працював Е. Альтман. Він доповнив зміст розробки римської теми додатковим хибним слідом, що призводить до вибору поля, на яке відволікається тематична чорна фігура.
Ця ідея дістала назву — тема Альтмана, в деяких виданнях іменується, як ідея Альтмана. Ця тема належить до римської групи тем новонімецької школи (логічної школи).
|   | a | b | c | d | e | f | g | h |   |
| 8 | h8 білий король · h6 білий слон · a5 білий кінь · d5 чорний слон · c4 чорний пішак · d4 чорний пішак · c3 чорний пішак · f3 чорний король · c2 білий ферзь · g2 біла тура · h2 чорний пішак · g1 чорний кінь · h1 чорна тура | h8 білий король · h6 білий слон · a5 білий кінь · d5 чорний слон · c4 чорний пішак · d4 чорний пішак · c3 чорний пішак · f3 чорний король · c2 білий ферзь · g2 біла тура · h2 чорний пішак · g1 чорний кінь · h1 чорна тура | h8 білий король · h6 білий слон · a5 білий кінь · d5 чорний слон · c4 чорний пішак · d4 чорний пішак · c3 чорний пішак · f3 чорний король · c2 білий ферзь · g2 біла тура · h2 чорний пішак · g1 чорний кінь · h1 чорна тура | h8 білий король · h6 білий слон · a5 білий кінь · d5 чорний слон · c4 чорний пішак · d4 чорний пішак · c3 чорний пішак · f3 чорний король · c2 білий ферзь · g2 біла тура · h2 чорний пішак · g1 чорний кінь · h1 чорна тура | h8 білий король · h6 білий слон · a5 білий кінь · d5 чорний слон · c4 чорний пішак · d4 чорний пішак · c3 чорний пішак · f3 чорний король · c2 білий ферзь · g2 біла тура · h2 чорний пішак · g1 чорний кінь · h1 чорна тура | h8 білий король · h6 білий слон · a5 білий кінь · d5 чорний слон · c4 чорний пішак · d4 чорний пішак · c3 чорний пішак · f3 чорний король · c2 білий ферзь · g2 біла тура · h2 чорний пішак · g1 чорний кінь · h1 чорна тура | h8 білий король · h6 білий слон · a5 білий кінь · d5 чорний слон · c4 чорний пішак · d4 чорний пішак · c3 чорний пішак · f3 чорний король · c2 білий ферзь · g2 біла тура · h2 чорний пішак · g1 чорний кінь · h1 чорна тура | h8 білий король · h6 білий слон · a5 білий кінь · d5 чорний слон · c4 чорний пішак · d4 чорний пішак · c3 чорний пішак · f3 чорний король · c2 білий ферзь · g2 біла тура · h2 чорний пішак · g1 чорний кінь · h1 чорна тура | 8 |
| 7 | h8 білий король · h6 білий слон · a5 білий кінь · d5 чорний слон · c4 чорний пішак · d4 чорний пішак · c3 чорний пішак · f3 чорний король · c2 білий ферзь · g2 біла тура · h2 чорний пішак · g1 чорний кінь · h1 чорна тура | h8 білий король · h6 білий слон · a5 білий кінь · d5 чорний слон · c4 чорний пішак · d4 чорний пішак · c3 чорний пішак · f3 чорний король · c2 білий ферзь · g2 біла тура · h2 чорний пішак · g1 чорний кінь · h1 чорна тура | h8 білий король · h6 білий слон · a5 білий кінь · d5 чорний слон · c4 чорний пішак · d4 чорний пішак · c3 чорний пішак · f3 чорний король · c2 білий ферзь · g2 біла тура · h2 чорний пішак · g1 чорний кінь · h1 чорна тура | h8 білий король · h6 білий слон · a5 білий кінь · d5 чорний слон · c4 чорний пішак · d4 чорний пішак · c3 чорний пішак · f3 чорний король · c2 білий ферзь · g2 біла тура · h2 чорний пішак · g1 чорний кінь · h1 чорна тура | h8 білий король · h6 білий слон · a5 білий кінь · d5 чорний слон · c4 чорний пішак · d4 чорний пішак · c3 чорний пішак · f3 чорний король · c2 білий ферзь · g2 біла тура · h2 чорний пішак · g1 чорний кінь · h1 чорна тура | h8 білий король · h6 білий слон · a5 білий кінь · d5 чорний слон · c4 чорний пішак · d4 чорний пішак · c3 чорний пішак · f3 чорний король · c2 білий ферзь · g2 біла тура · h2 чорний пішак · g1 чорний кінь · h1 чорна тура | h8 білий король · h6 білий слон · a5 білий кінь · d5 чорний слон · c4 чорний пішак · d4 чорний пішак · c3 чорний пішак · f3 чорний король · c2 білий ферзь · g2 біла тура · h2 чорний пішак · g1 чорний кінь · h1 чорна тура | h8 білий король · h6 білий слон · a5 білий кінь · d5 чорний слон · c4 чорний пішак · d4 чорний пішак · c3 чорний пішак · f3 чорний король · c2 білий ферзь · g2 біла тура · h2 чорний пішак · g1 чорний кінь · h1 чорна тура | 7 |
| 6 | h8 білий король · h6 білий слон · a5 білий кінь · d5 чорний слон · c4 чорний пішак · d4 чорний пішак · c3 чорний пішак · f3 чорний король · c2 білий ферзь · g2 біла тура · h2 чорний пішак · g1 чорний кінь · h1 чорна тура | h8 білий король · h6 білий слон · a5 білий кінь · d5 чорний слон · c4 чорний пішак · d4 чорний пішак · c3 чорний пішак · f3 чорний король · c2 білий ферзь · g2 біла тура · h2 чорний пішак · g1 чорний кінь · h1 чорна тура | h8 білий король · h6 білий слон · a5 білий кінь · d5 чорний слон · c4 чорний пішак · d4 чорний пішак · c3 чорний пішак · f3 чорний король · c2 білий ферзь · g2 біла тура · h2 чорний пішак · g1 чорний кінь · h1 чорна тура | h8 білий король · h6 білий слон · a5 білий кінь · d5 чорний слон · c4 чорний пішак · d4 чорний пішак · c3 чорний пішак · f3 чорний король · c2 білий ферзь · g2 біла тура · h2 чорний пішак · g1 чорний кінь · h1 чорна тура | h8 білий король · h6 білий слон · a5 білий кінь · d5 чорний слон · c4 чорний пішак · d4 чорний пішак · c3 чорний пішак · f3 чорний король · c2 білий ферзь · g2 біла тура · h2 чорний пішак · g1 чорний кінь · h1 чорна тура | h8 білий король · h6 білий слон · a5 білий кінь · d5 чорний слон · c4 чорний пішак · d4 чорний пішак · c3 чорний пішак · f3 чорний король · c2 білий ферзь · g2 біла тура · h2 чорний пішак · g1 чорний кінь · h1 чорна тура | h8 білий король · h6 білий слон · a5 білий кінь · d5 чорний слон · c4 чорний пішак · d4 чорний пішак · c3 чорний пішак · f3 чорний король · c2 білий ферзь · g2 біла тура · h2 чорний пішак · g1 чорний кінь · h1 чорна тура | h8 білий король · h6 білий слон · a5 білий кінь · d5 чорний слон · c4 чорний пішак · d4 чорний пішак · c3 чорний пішак · f3 чорний король · c2 білий ферзь · g2 біла тура · h2 чорний пішак · g1 чорний кінь · h1 чорна тура | 6 |
| 5 | h8 білий король · h6 білий слон · a5 білий кінь · d5 чорний слон · c4 чорний пішак · d4 чорний пішак · c3 чорний пішак · f3 чорний король · c2 білий ферзь · g2 біла тура · h2 чорний пішак · g1 чорний кінь · h1 чорна тура | h8 білий король · h6 білий слон · a5 білий кінь · d5 чорний слон · c4 чорний пішак · d4 чорний пішак · c3 чорний пішак · f3 чорний король · c2 білий ферзь · g2 біла тура · h2 чорний пішак · g1 чорний кінь · h1 чорна тура | h8 білий король · h6 білий слон · a5 білий кінь · d5 чорний слон · c4 чорний пішак · d4 чорний пішак · c3 чорний пішак · f3 чорний король · c2 білий ферзь · g2 біла тура · h2 чорний пішак · g1 чорний кінь · h1 чорна тура | h8 білий король · h6 білий слон · a5 білий кінь · d5 чорний слон · c4 чорний пішак · d4 чорний пішак · c3 чорний пішак · f3 чорний король · c2 білий ферзь · g2 біла тура · h2 чорний пішак · g1 чорний кінь · h1 чорна тура | h8 білий король · h6 білий слон · a5 білий кінь · d5 чорний слон · c4 чорний пішак · d4 чорний пішак · c3 чорний пішак · f3 чорний король · c2 білий ферзь · g2 біла тура · h2 чорний пішак · g1 чорний кінь · h1 чорна тура | h8 білий король · h6 білий слон · a5 білий кінь · d5 чорний слон · c4 чорний пішак · d4 чорний пішак · c3 чорний пішак · f3 чорний король · c2 білий ферзь · g2 біла тура · h2 чорний пішак · g1 чорний кінь · h1 чорна тура | h8 білий король · h6 білий слон · a5 білий кінь · d5 чорний слон · c4 чорний пішак · d4 чорний пішак · c3 чорний пішак · f3 чорний король · c2 білий ферзь · g2 біла тура · h2 чорний пішак · g1 чорний кінь · h1 чорна тура | h8 білий король · h6 білий слон · a5 білий кінь · d5 чорний слон · c4 чорний пішак · d4 чорний пішак · c3 чорний пішак · f3 чорний король · c2 білий ферзь · g2 біла тура · h2 чорний пішак · g1 чорний кінь · h1 чорна тура | 5 |
| 4 | h8 білий король · h6 білий слон · a5 білий кінь · d5 чорний слон · c4 чорний пішак · d4 чорний пішак · c3 чорний пішак · f3 чорний король · c2 білий ферзь · g2 біла тура · h2 чорний пішак · g1 чорний кінь · h1 чорна тура | h8 білий король · h6 білий слон · a5 білий кінь · d5 чорний слон · c4 чорний пішак · d4 чорний пішак · c3 чорний пішак · f3 чорний король · c2 білий ферзь · g2 біла тура · h2 чорний пішак · g1 чорний кінь · h1 чорна тура | h8 білий король · h6 білий слон · a5 білий кінь · d5 чорний слон · c4 чорний пішак · d4 чорний пішак · c3 чорний пішак · f3 чорний король · c2 білий ферзь · g2 біла тура · h2 чорний пішак · g1 чорний кінь · h1 чорна тура | h8 білий король · h6 білий слон · a5 білий кінь · d5 чорний слон · c4 чорний пішак · d4 чорний пішак · c3 чорний пішак · f3 чорний король · c2 білий ферзь · g2 біла тура · h2 чорний пішак · g1 чорний кінь · h1 чорна тура | h8 білий король · h6 білий слон · a5 білий кінь · d5 чорний слон · c4 чорний пішак · d4 чорний пішак · c3 чорний пішак · f3 чорний король · c2 білий ферзь · g2 біла тура · h2 чорний пішак · g1 чорний кінь · h1 чорна тура | h8 білий король · h6 білий слон · a5 білий кінь · d5 чорний слон · c4 чорний пішак · d4 чорний пішак · c3 чорний пішак · f3 чорний король · c2 білий ферзь · g2 біла тура · h2 чорний пішак · g1 чорний кінь · h1 чорна тура | h8 білий король · h6 білий слон · a5 білий кінь · d5 чорний слон · c4 чорний пішак · d4 чорний пішак · c3 чорний пішак · f3 чорний король · c2 білий ферзь · g2 біла тура · h2 чорний пішак · g1 чорний кінь · h1 чорна тура | h8 білий король · h6 білий слон · a5 білий кінь · d5 чорний слон · c4 чорний пішак · d4 чорний пішак · c3 чорний пішак · f3 чорний король · c2 білий ферзь · g2 біла тура · h2 чорний пішак · g1 чорний кінь · h1 чорна тура | 4 |
| 3 | h8 білий король · h6 білий слон · a5 білий кінь · d5 чорний слон · c4 чорний пішак · d4 чорний пішак · c3 чорний пішак · f3 чорний король · c2 білий ферзь · g2 біла тура · h2 чорний пішак · g1 чорний кінь · h1 чорна тура | h8 білий король · h6 білий слон · a5 білий кінь · d5 чорний слон · c4 чорний пішак · d4 чорний пішак · c3 чорний пішак · f3 чорний король · c2 білий ферзь · g2 біла тура · h2 чорний пішак · g1 чорний кінь · h1 чорна тура | h8 білий король · h6 білий слон · a5 білий кінь · d5 чорний слон · c4 чорний пішак · d4 чорний пішак · c3 чорний пішак · f3 чорний король · c2 білий ферзь · g2 біла тура · h2 чорний пішак · g1 чорний кінь · h1 чорна тура | h8 білий король · h6 білий слон · a5 білий кінь · d5 чорний слон · c4 чорний пішак · d4 чорний пішак · c3 чорний пішак · f3 чорний король · c2 білий ферзь · g2 біла тура · h2 чорний пішак · g1 чорний кінь · h1 чорна тура | h8 білий король · h6 білий слон · a5 білий кінь · d5 чорний слон · c4 чорний пішак · d4 чорний пішак · c3 чорний пішак · f3 чорний король · c2 білий ферзь · g2 біла тура · h2 чорний пішак · g1 чорний кінь · h1 чорна тура | h8 білий король · h6 білий слон · a5 білий кінь · d5 чорний слон · c4 чорний пішак · d4 чорний пішак · c3 чорний пішак · f3 чорний король · c2 білий ферзь · g2 біла тура · h2 чорний пішак · g1 чорний кінь · h1 чорна тура | h8 білий король · h6 білий слон · a5 білий кінь · d5 чорний слон · c4 чорний пішак · d4 чорний пішак · c3 чорний пішак · f3 чорний король · c2 білий ферзь · g2 біла тура · h2 чорний пішак · g1 чорний кінь · h1 чорна тура | h8 білий король · h6 білий слон · a5 білий кінь · d5 чорний слон · c4 чорний пішак · d4 чорний пішак · c3 чорний пішак · f3 чорний король · c2 білий ферзь · g2 біла тура · h2 чорний пішак · g1 чорний кінь · h1 чорна тура | 3 |
| 2 | h8 білий король · h6 білий слон · a5 білий кінь · d5 чорний слон · c4 чорний пішак · d4 чорний пішак · c3 чорний пішак · f3 чорний король · c2 білий ферзь · g2 біла тура · h2 чорний пішак · g1 чорний кінь · h1 чорна тура | h8 білий король · h6 білий слон · a5 білий кінь · d5 чорний слон · c4 чорний пішак · d4 чорний пішак · c3 чорний пішак · f3 чорний король · c2 білий ферзь · g2 біла тура · h2 чорний пішак · g1 чорний кінь · h1 чорна тура | h8 білий король · h6 білий слон · a5 білий кінь · d5 чорний слон · c4 чорний пішак · d4 чорний пішак · c3 чорний пішак · f3 чорний король · c2 білий ферзь · g2 біла тура · h2 чорний пішак · g1 чорний кінь · h1 чорна тура | h8 білий король · h6 білий слон · a5 білий кінь · d5 чорний слон · c4 чорний пішак · d4 чорний пішак · c3 чорний пішак · f3 чорний король · c2 білий ферзь · g2 біла тура · h2 чорний пішак · g1 чорний кінь · h1 чорна тура | h8 білий король · h6 білий слон · a5 білий кінь · d5 чорний слон · c4 чорний пішак · d4 чорний пішак · c3 чорний пішак · f3 чорний король · c2 білий ферзь · g2 біла тура · h2 чорний пішак · g1 чорний кінь · h1 чорна тура | h8 білий король · h6 білий слон · a5 білий кінь · d5 чорний слон · c4 чорний пішак · d4 чорний пішак · c3 чорний пішак · f3 чорний король · c2 білий ферзь · g2 біла тура · h2 чорний пішак · g1 чорний кінь · h1 чорна тура | h8 білий король · h6 білий слон · a5 білий кінь · d5 чорний слон · c4 чорний пішак · d4 чорний пішак · c3 чорний пішак · f3 чорний король · c2 білий ферзь · g2 біла тура · h2 чорний пішак · g1 чорний кінь · h1 чорна тура | h8 білий король · h6 білий слон · a5 білий кінь · d5 чорний слон · c4 чорний пішак · d4 чорний пішак · c3 чорний пішак · f3 чорний король · c2 білий ферзь · g2 біла тура · h2 чорний пішак · g1 чорний кінь · h1 чорна тура | 2 |
| 1 | h8 білий король · h6 білий слон · a5 білий кінь · d5 чорний слон · c4 чорний пішак · d4 чорний пішак · c3 чорний пішак · f3 чорний король · c2 білий ферзь · g2 біла тура · h2 чорний пішак · g1 чорний кінь · h1 чорна тура | h8 білий король · h6 білий слон · a5 білий кінь · d5 чорний слон · c4 чорний пішак · d4 чорний пішак · c3 чорний пішак · f3 чорний король · c2 білий ферзь · g2 біла тура · h2 чорний пішак · g1 чорний кінь · h1 чорна тура | h8 білий король · h6 білий слон · a5 білий кінь · d5 чорний слон · c4 чорний пішак · d4 чорний пішак · c3 чорний пішак · f3 чорний король · c2 білий ферзь · g2 біла тура · h2 чорний пішак · g1 чорний кінь · h1 чорна тура | h8 білий король · h6 білий слон · a5 білий кінь · d5 чорний слон · c4 чорний пішак · d4 чорний пішак · c3 чорний пішак · f3 чорний король · c2 білий ферзь · g2 біла тура · h2 чорний пішак · g1 чорний кінь · h1 чорна тура | h8 білий король · h6 білий слон · a5 білий кінь · d5 чорний слон · c4 чорний пішак · d4 чорний пішак · c3 чорний пішак · f3 чорний король · c2 білий ферзь · g2 біла тура · h2 чорний пішак · g1 чорний кінь · h1 чорна тура | h8 білий король · h6 білий слон · a5 білий кінь · d5 чорний слон · c4 чорний пішак · d4 чорний пішак · c3 чорний пішак · f3 чорний король · c2 білий ферзь · g2 біла тура · h2 чорний пішак · g1 чорний кінь · h1 чорна тура | h8 білий король · h6 білий слон · a5 білий кінь · d5 чорний слон · c4 чорний пішак · d4 чорний пішак · c3 чорний пішак · f3 чорний король · c2 білий ферзь · g2 біла тура · h2 чорний пішак · g1 чорний кінь · h1 чорна тура | h8 білий король · h6 білий слон · a5 білий кінь · d5 чорний слон · c4 чорний пішак · d4 чорний пішак · c3 чорний пішак · f3 чорний король · c2 білий ферзь · g2 біла тура · h2 чорний пішак · g1 чорний кінь · h1 чорна тура | 1 |
|   | a | b | c | d | e | f | g | h |   |

FEN: 7K/8/7B/N2b4/2pp4/2p2k2/2Q3Rp/6nr

1. Qg6? ~ 2. Qg4#, 1. ... Be6!
1. Sc6? Bxc6! 2. Qg6 Bd7!
1. Sb7! ~ 2. Sc5, Sd6 ~ 3. Qf2#
1. ... Bxb7 2. Qg6 Bc8 3. Qc6#
Для втілення головного плану білий кінь спочатку не вдало ходить в хибному сліді, лише в дійсному рішенні білий кінь жертвується на поле для відволікання чорного слона на іншу лінію, і відповідно слон стає недосяжним для успішного проведення білими головного плану.